# براين هو
براين هَو (بالإنجليزية: Brian Haw) (1949م - 2001م) هو متظاهر إنكليزي ومن دعاة السلام. اشتهر بعد مكوثه أمام ساحة البرلمان في لندن لمدة عشرة أعوام من 2001م احتجاجا على السياسة الخارجية للمملكة المتحدة والولايات المتحدة. أصبح هَو رمزا للمناوئين للحرب على العراق.

## نشأته وحياته الشخصية
وُلد هَو في 7 يناير 1949 في مستشفى وانستيد في وودفورد غرين، مقاطعة إسكس، وهو توأم والأكبر بين خمسة أبناء. نشأ في ضاحية باريكنغ المجاورة، وفي مدينة وايتستابل، كِنت.
كان والده، روبرت ويليام هَو (1925-1964)، يعمل قناصًا في فيلق الاستطلاع البريطاني في الحرب العالمية الثانية، وكان من أوائل الجنود البريطانيين الذين دخلوا معسكر اعتقال بيرغن بيلسن. عمل فيما بعد موظفًا في سكة حديدية، وعمل أيضًا في مكتب للمراهنة. انتحر عن طريق خنق نفسه بالغاز عندما كان هَو في الثالثة عشر من عمره. كانت والدته؛ آيريس ماري هَو (هول، قبل الزواج).
انضمت عائلة هَو إلى كنيسة مسيحية إنجيلية في وايتستابل، والتي انضم إليها هَو عندما كان في الحادية عشرة من عمره. تدرب هَو على يد صانع قوارب منذ سن السادسة عشر ثم دخل الأسطول التجاري كعامل على سطح السفينة. سافر كثيرًا قبل أن يقضي ستة أشهر في الكلية الإنجيلية في نوتنغهام، ثم بشر بالسلام العالمي. زار هَو أيرلندا الشمالية في عام 1970 خلال صراع المشاكل، وكذلك حقول قتل الخمير الحمر في كمبوديا في عام 1989.
في لندن، عمل رجل نقل ونجارًا. تزوج من زوجته كاي في ريدبريدج في يونيو 1977، وعاشا في ريديتش مع أطفالهم السبعة حتى تركهم في 2001 لبدء احتجاجه في ميدان البرلمان. تطلق الزوجان في عام 2003. عمل هَو مع الشباب المضطرب في ريديتش، ورشستر.

## احتجاجات ميدان البرلمان
في 2 يونيو 2001، بدأ بالتخييم في ميدان البرلمان في وسط لندن في احتجاج سياسي من رجل واحد ضد الحرب والسياسة الخارجية (في البداية، حصار العراق). حسب قوله، ألهمه في البداية أن يقف وقفته الاحتجاجية بعد أن شاهد الصور والمعلومات التي أظهرتها حملة نداء مريم، وهي حملة مناهضة للعقوبات الاقتصادية. برر هَو حملته بضرورة تحسين مستقبل أولاده. لم يترك مخيمه المؤقت إلا لحضور جلسات الاستماع في المحكمة، وكان يعيش على طعام يحضره له المؤديون. جاء تأييد احتجاج هَو من وزير حزب العمال السابق توني بين والناشط/الكوميدي مارك توماس. كان من بين الأعمال الفنية المعروضة؛ مرسام بانكسي لجنديين مرسومين فوق علامة السلام، وكاريكاتير سياسي مناهض للحرب للرسام ليون كون بعنوان 3 رجال مذنبين، الذي عرضه مارك والينغر، إلى جانب لوحة كون؛ الوالدان الفخوران، في وقت لاحق في تنصيبيته في متحف تيت في عام 2007.
كان يخيم في الأصل على العشب في ميدان البرلمان، لكن اتخذت سلطة لندن الكبرى إجراءات قانونية لإبعاده، فانتقل إلى الرصيف، الذي كان يشرف عليه مجلس مدينة وستمنستر عوضًا عن السلطة. في أكتوبر 2002، حاول مجلس مدينة وستمنستر مقاضاة هَو بتهمة التسبب في عرقلة الرصيف، ولكن القضية فشلت لأن لافتات هَو لم تعرقل الحركة. أدى استمرار استخدام مكبر الصوت من قبل هَو إلى اعتراضات أعضاء البرلمان الذين كانوا يعملون في مكاتب قريبة من مخيم احتجاج هَو. أجرت لجنة الإجراءات لمجلس العموم تحقيقًا موجزًا في صيف عام 2003 استمعت فيه إلى أدلة تشير إلى أن الاحتجاجات الدائمة في ميدان البرلمان يمكن أن توفر الفرصة للإرهابيين لإخفاء العبوات الناسفة، وأسفرت عن توصية بتغيير القانون لمنعها. أصدرت الحكومة حكمًا يحظر جميع الاحتجاجات غير المرخصة، الدائمة أو غير ذلك، في قانون الجريمة المنظمة الخطيرة والشرطة لعام 2005 (البنود 132 إلى 138)، غير أن احتجاج هَو كان مستمرًا ومقيمًا في ميدان البرلمان قبل سن القانون، ولم يتضح ما إذا كان القانون ينطبق عليه.
في الانتخابات العامة التي جرت عام 2005، ترشح هَو في مدن لندن ووستمنستر من أجل تعزيز حملته ومعارضة القانون الذي لم يدخل حيز النفاذ بعد. نال 298 صوتًا (0.8 في المئة)، ملقيًا خطابًا وقت إعلان النتائج ضد الوجود الجاري آنذاك للقوات البريطانية في العراق.

### إجراء قانوني
مع بدء الإعداد لتنفيذ قانون الجريمة المنظمة الخطيرة والشرطة لعام 2005، كسب هَو في 28 يوليو 2005 طلبًا للمراجعة القضائية، مجادلًا بنجاح أن وجود خلل فني في القانون يعني أنه لا ينطبق على قضيته. ينص القانون على أن المظاهرات يجب أن تحصل على إذن من الشرطة «عندما تبدأ المظاهرة»، وأكد هَو أن مظاهرته بدأت قبل إقرار القانون، الذي لم يكن بأثر رجعي. على الرغم من إشارة أمر بدء سريان القانون إلى المظاهرات التي بدأت قبل بدء نفاذه، فإنه لا توجد سلطة لإصدار أمر بدء توسيع نطاق القانون.
طعنت الحكومة في الحكم، وفي 8 مايو 2006، سمحت محكمة الاستئناف بالطعن، وبالتالي أعلنت أن القانون ينطبق عليه. وجدت المحكمة أن قصد البرلمان كان واضحًا بأن يُطبَق على جميع المظاهرات في ميدان البرلمان بصرف النظر عن موعد بدئها، قائلًا «إن الاستنتاج المنطقي الوحيد الذي يمكن التوصل إليه في هذه الظروف هو أن البرلمان ينوي أن تنطبق هذه البنود من القانون على أي مظاهرة في المنطقة المعنية، سواء بدأت قبل بدء النفاذ أو بعده. أي استنتاج آخر سيكون غير منطقي على الإطلاق ويمكن وصفه بإنصاف بأنه عبثي بشكل واضح».
في الوقت نفسه، قدم هَو طلبًا للحصول على إذن مواصلة مظاهرته، وتلقاه بشرط ألا يزيد عرض لافتاته عن 3 أمتار (9.8 قدم) (من بين أشياء أخرى). لم يكن هَو مستعدًا للامتثال، وأحالت الشرطة قضيته إلى دائرة الادعاء الملكي (النيابة العامة)، وبدأ عدد من المؤيدين في التخييم معه لردع محاولات طرده.
في الساعات الأولى من يوم 23 مايو 2006، وصلت الشرطة وأزالت جميع لافتات هَو باستثناء واحدة، مستشهدة بالانتهاكات المستمرة لشروط قانون الجريمة المنظمة الخطيرة والشرطة لعام 2005، كسبب لقيام الشرطة بذلك. في وقت لاحق قال يان بلير (رئيس شرطة العاصمة في ذلك الوقت) إن عملية إزالة لافتات هَو كلفت 27 ألف جنيه إسترليني. انتقد أعضاء هيئة شرطة العاصمة أعمال الشرطة في اجتماعها الشهري في 25 مايو 2006. مثَل هَو أمام محكمة الصلح في باو ستريت في 30 مايو عندما رفض تقديم التماس. أدخلت المحكمة جواب عدم اعتراف بالذنب نيابة عنه، وكُفل للعودة إلى المحكمة في 11 يوليو 2006. في جلسة استماع لإصدار الترخيص في مجلس مدينة وستمنستر في 30 يونيو 2006، مُنح هَو إذنًا محدودًا لاستخدام مكبر صوت في المكان الذي سُمح له به.
في 22 يناير 2007، بُرّئ هَو على أساس أن الشروط التي أتُهم بمخالفتها لم تكن واضحة بما فيه الكفاية، وأنه كان ينبغي أن تُفرض من قبل ضابط شرطة من رتبة أعلى. حكم قاضي المقاطعة بيردي قائلًا: «أجد الشروط، المصاغة كما هي، تفتقر إلى الوضوح، ولا يمكن تنفيذها في شكلها الحالي.» في حفل توزيع الجوائز السياسية للقناة الرابعة البريطانية لعام 2007، اختير هَو باعتباره أكثر الشخصيات السياسية إلهامًا.